# Bitva o Caricyn
Bitva o Caricyn byla jednou z důležitých vojenských operací Rudé armády během ruské občanské války. Probíhala od listopadu 1918 do léta 1919.
Caricyn (dnes Volgograd, dříve též Stalingrad) byl pro bolševickou vládu vysoce důležité město. Šlo o strategickou pozici v jižním Rusku, která zabezpečovala Kavkaz a oblasti produkující obilí. Proti Caricynu vedl útok generál Anton Ivanovič Děnikin a kozáci Alexandra Dutova. Obraně Caricynu velel nejprve Kliment Vorošilov, stálým vojenským komisařem byl Josef Stalin a později přišli na pomoc Stalinovi kavkazský velitel „Železné divize“ Dimitrij Žloba a bývalý carský generál A. E. Sněsarev.
Bitva probíhala od konce roku 1918 do poloviny roku 1919, kdy se podařilo definitivně zamezit nebezpečí ze strany bílých. Bitva probíhala ve dvou vlnách útoku, první přišla mezi listopadem a prosincem 1918, kdy měl velení obrany Caricynu v rukou plně Kliment Vorošilov. Druhá vlna probíhala od dubna do konce června 1919, kdy obraně velel Josef Stalin, s vojenskými posilami od Dimitrije Žloby a taktickými radami od generála Sněsareva.
Situace byla z počátku krajně špatná pro rudé. Zásobování bylo nedostačující a kvalifikovaného vojenského personálu bylo málo. Navíc ti, kteří byli posláni na rozkaz L. D. Trockého, byli popraveni Stalinem. Teprve rychlý zásah Dimitrije Žloby a taktická pomoc generála Sněsareva, kterého nechal Stalin zatknout a Lenin následně propustit, zabránily tomu, aby toto strategicky důležité město padlo do rukou bílých. Kavkazská „Železná divize“ Dimitrije Žloby dorazila do města na konci jara 1919 a posílila jednotky ve městě proti bílým. Stalin se při obraně ukázal jako nekvalitní důstojník, který spíše popravoval než velel. Na této obraně se nepodílel nikdo ze známějších hrdinů občanské války jako byl Michail Tuchačevskij, Semjon Michajlovič Buďonnyj a další. V pozdějších letech si Stalin na obraně Caricynu připisoval mnohem větší zásluhy než měl, úplně z historie vymazal úlohu posil velitele Žloby i taktického poradce Sněsareva.